# Helmut Achatz
Helmut Achatz (* 20. Oktober 1948) ist ein ehemaliger deutscher Fußballspieler. Er war Abwehrspieler.
Von 1974 bis 1977 bestritt er für den FC Bayern Hof insgesamt 95 Spiele in der 2. Bundesliga Süd, in denen ihm acht Tore gelangen.

## Weblink
- Helmut Achatz in der Datenbank von fussballdaten.de

| Personendaten    | Personendaten            |
| ---------------- | ------------------------ |
| NAME             | Achatz, Helmut           |
| KURZBESCHREIBUNG | deutscher Fußballspieler |
| GEBURTSDATUM     | 20. Oktober 1948         |